# Produit végétal traité avec un produit phytopharmaceutique
Les produits végétaux traités avec un produit phytopharmaceutique sont désignés par la directive communautaire 91/414/CEE du 15 juillet 1991, comme « les produits d'origine végétale subissant l'application de ce traitement, non transformés ou ayant subi une préparation simple telle que mouture, séchage ou pression; pour autant qu'il ne s'agisse pas de plantes vivantes et de parties vivantes de plantes, y compris les fruits frais et les semences ».